# 戴维·德尔特雷迪奇
戴维·沃爾特·德尔特雷迪奇，（英語：David Walter Del Tredici，1937年3月16日—2023年11月18日），又译德尔·特里迪西，意大利裔美国作曲家，1937年出生于加州克罗弗戴尔，早年在加州大学伯克利分校学钢琴，经过作曲家米约的鼓励，改学作曲。后又到普林斯顿大学深造，师从塞欣斯、厄尔·金等人。1964年起与科普兰相识，两人成为朋友。他曾在哈佛大学、波士顿大学、耶鲁大学、茱莉亚学院等多所院校任教。他也是一位同性恋人士。曾于1980年获得普利策奖。
德尔特雷迪奇早期的音乐风格曾受序列主义等现代派的影响，但后来回归更有调性的风格，并且成为“新浪漫主义”的代表人物之一。他创作的一大特点是偏好加入一个高难度的女高音声部。他的作品深受文学的影响，尤其是乔伊斯和刘易斯·卡罗尔的作品。他的代表作包括女高音与弦乐四重奏的《我听到一支军队》、女高音、圆号和室内乐队的《朔望》、管弦乐《步伐》以及包括《爱丽丝交响曲》《儿童爱丽丝》《成熟的爱丽丝》《最后的爱丽丝》《重金属爱丽丝》等在内的以《爱丽丝漫游仙境》为题材的系列作品。